# Saison 2000-2001 du Football Club auscitain
La saison 2000-2001 du Football Club auscitain est la troisième saison consécutive du club dans l’élite.
Auch descend en Pro D2 mais atteint la finale de la coupe de la Ligue perdu contre Montferrand 34-24.
L'équipe évolue cette saison sous les ordres des entraîneurs Henri Broncan et Philippe Bérot.

## Les matchs de la saison
Le resserrement de l’élite à 16 clubs est fatal à Auch qui avec 3 victoires pour 17 défaites descend en Pro D2.

### À domicile
- Auch-Aurillac 30-11
- Auch-Biarritz 23-46
- Auch-Brive 21-23
- Auch-Colomiers 18-36 : Colomiers techniquement largement supérieur s’impose facilement.
- Auch-Dax 22-19 : très belle victoire sur une équipe dacquoise qui a laissé partir ses vedettes (Raphaël Ibanez, Richard Dourthe etc..) mais peut comme toujours compter sur des jeunes de grands talent (Mathieu Dourthe, Benoit August etc).
- Auch-Grenoble 11-21 : les derniers espoirs de maintien s’envole après cette défaite où malgré son courage, le FCA ne saura pas profiter de son avantage numérique après l’expulsion de John Welborn.
- Auch-La Rochelle 9-24
- Auch-Montferrand 6-18
- Auch-Narbonne 9-22
- Auch-Toulouse 13-56

### À l’extérieur
- Aurillac-Auch 19-20
- Biarritz-Auch 50-25
- Brive-Auch 27-16
- Colomiers-Auch 22-13
- Dax-Auch 17-16
- Grenoble-Auch 27-18
- La Rochelle-Auch 35-13
- Montferrand-Auch 66-17
- Narbonne-Auch 44-10
- Toulouse-Auch 39-10

## Classement des 2 poules de 11

### Groupe 1

#### Résultat des matchs
| Clubs                | AGE   | BEZ   | BOR   | BOU   | CAS   | MON   | PAU   | PRG   | PRP   | STF   |
| SU Agen              |       | 36-19 | 25-12 | 32-13 | 34-16 | 20-13 | 29-15 | 33-8  | 43-6  | 25-25 |
| AS Béziers           | 26-18 |       | 57-7  | 12-16 | 24-13 | 47-29 | 33-23 | 56-10 | 21-25 | 33-20 |
| CA Bègles-Bordeaux   | 26-18 | 28-25 |       | 14-26 | 27-34 | 26-17 | 17-13 | 35-18 | 33-10 | 30-38 |
| CS Bourgoin-Jallieu  | 19-16 | 34-35 | 56-20 |       | 22-19 | 24-16 | 34-15 | 74-8  | 20-21 | 22-42 |
| Castres olympique    | 70-17 | 25-9  | 49-22 | 18-8  |       | 21-9  | 31-18 | 86-15 | 28-16 | 29-0  |
| Stade montois        | 18-19 | 12-23 | 23-15 | 18-14 | 16-20 |       | 26-21 | 41-11 | 27-15 | 20-37 |
| Section paloise      | 29-18 | 30-16 | 16-35 | 38-17 | 18-16 | 28-3  |       | 43-7  | 22-29 | 21-6  |
| CA Périgueux         | 13-47 | 34-47 | 20-21 | 9-10  | 12-18 | 27-22 | 23-25 |       | 20-30 | 21-26 |
| USA Perpignan        | 30-28 | 26-9  | 33-15 | 28-16 | 23-28 | 45-17 | 31-25 | 83-12 |       | 32-33 |
| Stade français Paris | 27-22 | 28-23 | 55-19 | 18-18 | 34-37 | 68-10 | 33-27 | 79-11 | 55-9  |       |

|  | Victoire à domicile |  | Match nul |  | Défaite à domicile |

#### Classement
| Rang | Club                     | J  | V  | N | D  | Pm  | Pe  | Diff | Pts |
| ---- | ------------------------ | -- | -- | - | -- | --- | --- | ---- | --- |
| 1    | Castres olympique        | 18 | 14 | 0 | 4  | 558 | 324 | +234 | 46  |
| 2    | Stade français Paris (T) | 18 | 12 | 2 | 4  | 624 | 409 | +215 | 44  |
| 3    | USA Perpignan            | 18 | 11 | 0 | 7  | 492 | 452 | +40  | 40  |
| 4    | SU Agen                  | 18 | 10 | 1 | 7  | 480 | 385 | +95  | 39  |
| 5    | AS Béziers (P)           | 18 | 10 | 0 | 8  | 515 | 414 | +101 | 38  |
| 6    | CS Bourgoin-Jallieu      | 18 | 9  | 1 | 8  | 443 | 379 | +64  | 37  |
| 7    | CA Bègles-Bordeaux       | 18 | 8  | 0 | 10 | 402 | 533 | -131 | 34  |
| 8    | Section paloise          | 18 | 8  | 0 | 10 | 427 | 404 | +23  | 34  |
| 9    | Stade montois            | 18 | 5  | 0 | 13 | 337 | 481 | -144 | 28  |
| 10   | CA Périgueux             | 18 | 1  | 0 | 17 | 279 | 776 | -497 | 20  |

|  | Qualifiés pour les quarts de finale (#1, #2, #3, #4). |
|  | Qualifié pour le barrage de maintien en première division (#8). |
|  | Relégués en Pro D2 pour la saison 2001-2002 (#9, #10). |
|  | T : Tenant du titre • P : Promu V : Victoires • N : Matches Nuls • D : Défaites • PP : Points Pour (marqués) • PC : Points Contre (encaissés) • Diff : Différence de points Bègles-Bordeaux devance Pau à la différence de points particulière (17-13 et 35-16). |

### Groupe 2

#### Résultat des matchs
| Clubs              | AUC   | AUR   | BIA   | BRI   | COL   | DAX   | GRE   | ROC   | MON   | NAR   | TOU   |
| FC Auch            |       | 30-11 | 23-46 | 21-23 | 18-36 | 22-19 | 11-21 | 9-24  | 6-18  | 9-22  | 13-56 |
| Stade aurillacois  | 19-20 |       | 18-23 | 40-34 | 16-23 | 22-33 | 26-25 | 18-13 | 33-28 | 22-28 | 28-39 |
| Biarritz olympique | 50-25 | 33-18 |       | 31-29 | 48-6  | 49-10 | 41-8  | 37-3  | 35-35 | 26-25 | 23-20 |
| CA Brive           | 27-16 | 18-20 | 18-43 |       | 23-16 | 28-20 | 22-12 | 20-16 | 9-37  | 35-39 | 19-32 |
| US Colomiers       | 22-13 | 28-30 | 35-23 | 12-14 |       | 45-27 | 31-22 | 38-20 | 30-10 | 27-19 | 20-32 |
| US Dax             | 17-16 | 45-17 | 23-12 | 34-19 | 21-17 |       | 19-16 | 20-10 | 9-8   | 9-21  | 15-10 |
| FC Grenoble        | 27-18 | 33-19 | 15-6  | 29-16 | 31-23 | 41-14 |       | 17-15 | 18-24 | 43-6  | 15-28 |
| Stade rochelais    | 35-13 | 27-15 | 17-21 | 40-19 | 24-18 | 25-19 | 21-8  |       | 26-36 | 49-42 | 19-18 |
| AS Montferrand     | 66-17 | 22-43 | 37-19 | 46-35 | 16-5  | 37-10 | 30-18 | 67-7  |       | 32-27 | 28-15 |
| RC Narbonne        | 44-10 | 31-25 | 32-20 | 9-12  | 19-21 | 49-33 | 59-17 | 56-21 | 18-27 |       | 25-31 |
| Stade toulousain   | 39-10 | 44-24 | 11-8  | 50-19 | 14-21 | 42-22 | 50-12 | 46-22 | 24-29 | 50-8  |       |

|  | Victoire à domicile |  | Match nul |  | Défaite à domicile |

#### Classement
| Rang | Club               | J  | V  | N | D  | Pm  | Pe  | Diff | Pts |
| ---- | ------------------ | -- | -- | - | -- | --- | --- | ---- | --- |
| 1    | AS Montferrand     | 20 | 15 | 1 | 4  | 633 | 404 | +229 | 51  |
| 2    | Stade toulousain   | 20 | 14 | 0 | 6  | 651 | 380 | +271 | 48  |
| 3    | Biarritz olympique | 20 | 13 | 1 | 6  | 594 | 408 | +186 | 47  |
| 4    | Colomiers Rugby    | 20 | 11 | 0 | 9  | 474 | 440 | +34  | 42  |
| 5    | RC Narbonne        | 20 | 10 | 0 | 10 | 579 | 519 | +60  | 40  |
| 6    | US Dax             | 20 | 10 | 0 | 10 | 419 | 506 | -87  | 40  |
| 7    | Stade rochelais    | 20 | 9  | 0 | 11 | 434 | 537 | -103 | 38  |
| 8    | FC Grenoble        | 20 | 9  | 0 | 11 | 428 | 479 | -51  | 38  |
| 9    | CA Brive           | 20 | 8  | 0 | 12 | 439 | 563 | -124 | 36  |
| 10   | Stade aurillacois  | 20 | 7  | 0 | 13 | 464 | 577 | -113 | 34  |
| 11   | FC Auch            | 20 | 3  | 0 | 17 | 320 | 622 | -302 | 26  |

|  | Qualifiés pour les quarts de finale (#1, #2, #3, #4). |
|  | Qualifié pour le barrage de maintien en première division (#8). |
|  | Relégués en Pro D2 pour la saison 2001-2002 (#9, #10, #11). |
|  | V : Victoires • N : Matches Nuls • D : Défaites • PP : Points Pour (marqués) • PC : Points Contre (encaissés) • Diff : Différence de points Colomiers devance Narbonne et Dax à la différence de points particulière (3 victoires dans les duels contre 2 pour Narbonne et 1 pour Dax). La Rochelle devance Grenoble à la différence de points particulière 21-8 et 15-17. |

## Coupe de la ligue
Auch termine en tête de sa poule avec 5 victoires et 1 défaite.

### À domicile
- Auch-Bayonne 25-6
- Auch-Lannemezan 38-11
- Auch-Mont de Marsan 27-16

### À l’extérieur
- Bayonne-Auch 25-12
- Lannemezan-Auch 20-39
- Mont de Marsan-Auch 20-23

### Phases finales
- Quart de finale : Auch-Castres 45-27
- Demi-finale : Auch-Perpignan 38-33
- Finale : Montferrand-Auch 34-24

## Finale
| 31 mars 2001 15 h | AS Montferrand | 34 - 24 (22 - 8) | FC Auch | Stade Sapiac, Montauban 3 500 spectateurs Arbitre : Roger Duhau |
| 31 mars 2001 15 h | Essai(s) : 5 Nadau (2e), Hiot (13e), Marlu (24e), Guntert (45e), Boome (80e+2) Transformation(s) : 3 Nicol (2e, 24e, 80e+2) Pénalité(s) : 1 Nicol (39e) |                  | Essai(s) : 3 Saint-Lary (5e), Dhien (56e, 76e) Pénalité(s) : 3 Bortolussi (21e, 42e, 60e) Carton(s) jaune(s) : 1 Dalgalarondo (41e) | Stade Sapiac, Montauban 3 500 spectateurs Arbitre : Roger Duhau |
| 31 mars 2001 15 h | |                  | | Stade Sapiac, Montauban 3 500 spectateurs Arbitre : Roger Duhau |

| AS Montferrand · Titulaires · Nicolas Nadau 15 · 76ee Jérémy Morante 14 · 33e Fabrice Ribeyrolles 13 · Jérôme Bory 12 · Jimmy Marlu 11 · Éric Nicol 10 · Mathieu Lazerges 9 · Christophe Dongieu 8 · 68e Alban Hiot 7 · Jérôme Bonvoisin 6 · Jérôme Thion 5 · 76ee Laurent Guntert 4 · 56e Paul Burnell 3 · 68ee Yves Pedrosa 2 · Brendan Reidy 1 · Remplaçants · 76ee Bertrand Guilloux 16 · 33ee Stéphane Robert 17 · 68ee Selborne Boome 18 · 76ee David Barrier 19 · 56ee Pierre Capdevielle 20 · 68ee Marco Caputo 21 · Kevin Dalzell 22 · Entraîneur · Tim Lane |  |  |  | FC Auch · Titulaires · 15 Gilles Danglade · 14 David Bortolussi 61e · 13 Christophe Dalgalarondo · 12 Jérôme Gay · 11 Raphaël Bastide · 10 Ludovic Courtade · 9 Stephen Lericheux 82e · 8 Gérald Awono 72e · 7 Jérôme Dhien · 6 Stephan Saint-Lary · 5 Paul Guffroy 58e · 4 Thierry Lavergne · 3 Pablo Martinez 53e · 2 Meimoana Mafutuna 82e · 1 Franck Gentil 53e · Remplaçants · 16 Leblanc 61e · 17 Joan Wencker 82e · 18 Grégory Patat 72e · 19 Yannick Lacrouts 53e · 20 Gardey 82e · 21 Bruno Soucek 53e · 22 Emmanuel Lunardi 58e · Entraîneur · Henry Broncan |

## Challenge Européen
Auch participe pour la première fois à une coupe d’Europe et termine 3e de son groupe avec 2 victoires, 1 nul et 3 défaites 

### À domicile
- Auch-Sale 26-23
- Auch-Caerphilly 33-15
- Auch-Agen 15-47

### À l’extérieur
- Sale-Auch 39-17
- Caerphilly-Auch 36-36
- Agen-Auch 27-5

## Effectif
- Arrières : Patrick Bosque, Gilles Danglade, Cédric Papaix
- Ailiers : Raphaël Bastide, David Bortolussi, François Quéreilhac, Laurent Loubère, Richard Le Blanc
- Centres : Bastien Beyret, Olivier Campan, Christophe Dalgalarondo, Jérôme Gendre, Jérôme Gay
- Ouvreurs : Laurent Bordes, Ludovic Courtade, Laurent Saliès
- Demis de mêlée : Thierry Lacourt, Stephen Lericheux, Christophe Pérarnau, Joan Wencker, Fabrice Corompt
- Troisièmes lignes centre : David Barthélemy, Jonathan Lewis, Grégory Patat
- Troisièmes lignes aile : Gérard Awomo, Laurent Souverbie, Stéphane Bohn, Jérôme Dhien, Mickaël Lebel, Stephan Saint-Lary
- Deuxièmes lignes : Sandu Ciorăscu, Paul Guffroy, Thierry Lavergne, Emmanuel Lunardi
- Talonneurs : Sébastien Busato, Nicolas Grelon, Meimoana Mafutuna, Benoît Gardey de Soos
- Piliers : Xavier Audu, Redouane El Hafid, Franck Gentil, Yannick Lacrouts, Pablo Martinez, Jean-Baptise Soucek, Vincent Violle, Christophe Despax